# Mani in alto (singolo)
Mani in alto è un singolo della cantante italiana Elettra Lamborghini, pubblicato il 2 giugno 2023 come secondo estratto dal secondo album in studio Elettraton.

## Video musicale
Il video, diretto da Fabio Jansen, è stato pubblicato il 5 giugno 2023 sul canale YouTube della cantante.

## Tracce
Testi e musiche di Adel Al Kassem, Elettra Lamborghini, Riccardo Scirè, Andrea Spigaroli.
1. Mani in alto – 3:21

## Classifiche
| Classifica (2023) | Posizione massima |
| ----------------- | ----------------- |
| Italia            | 46                |